# Macoszyn Mały
Macoszyn Mały [pronunciación en polaco: /maˈt͡sɔʂɨn ˈmawɨ/] es un pueblo ubicado en el distrito administrativo de Gmina Hańsk, dentro del Condado de Włodawa, Voivodato de Lublin, en Polonia oriental. Se encuentra aproximadamente a 9 kilómetros al este de Hańsk, a 19 kilómetros al sur de Włodawa, y a 68 kilómetros al este de la capital regional Lublin.